# Deva Cassel

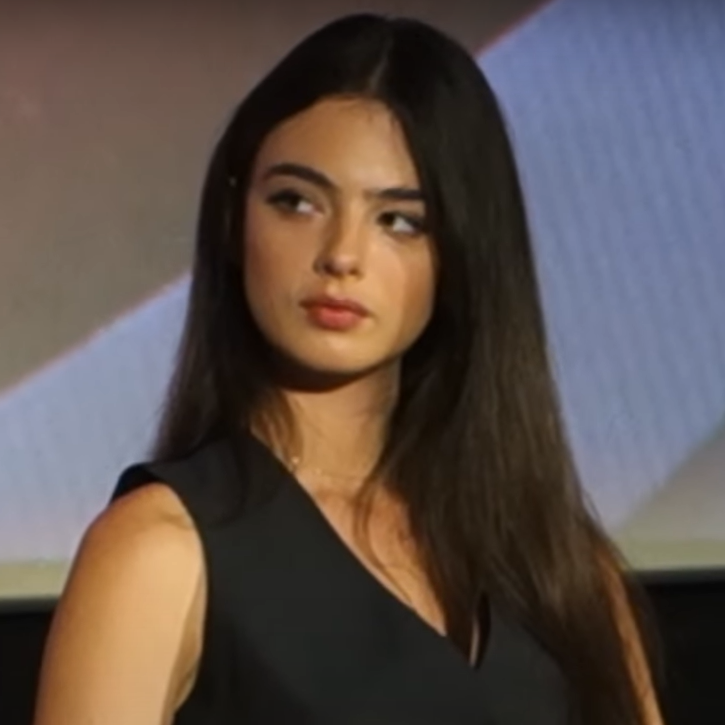
Deva Cassel, 2024

Deva Cassel (* 12. September 2004 in Rom, Italien) ist eine italienisch-französische Schauspielerin und Model. Sie ist die Tochter des Schauspielerehepaares Monica Bellucci und Vincent Cassel.

## Leben und Karriere
Deva Cassel wurde 2004 als Tochter der italienischen Schauspielerin Monica Bellucci und des französischen Schauspielers Vincent Cassel in Rom geboren. Sie hat eine 5 Jahre jüngere Schwester namens Leonie. Wie ihre Eltern wurde sie Schauspielerin und trat erstmals 2023 in dem Film Der schöne Sommer (La bella estate) als Schauspielerin in Erscheinung. In dem Film verkörperte sie die Rolle der Amelia. In der Netflix-Serie Il Gattopardo übernahm sie die Rolle der Angelica. Die Serie ist eine Neuverfilmung des Films Der Leopard von Luchino Visconti.
Außerdem begann sie als Fotomodell zu arbeiten und wurde so unter anderem in Rom für eine Parfüm-Kampagne von Dolce & Gabbana fotografiert. Später erschien sie auch für weitere bekannte Luxus-Marken auf den Laufstegen dieser Welt.
Seit Oktober 2023 ist sie mit dem italienischen Schauspieler Saul Nanni liiert, den sie bei den Dreharbeiten zur Fernsehserie Der Leopard kennengelernt hat.

## Filmografie
- 2023: Der schöne Sommer (La bella estate)
- 2024: Der Leopard (Il Gattopardo, Fernsehserie, 5 Episoden)

### Als sie selber
- 2021: Dolce & Gabbana Alta Moda Fashion Show auf dem Markusplatz in Venedig (Video)